# 多脚戦車
多脚戦車（たきゃくせんしゃ）は、漫画、アニメ作品『攻殻機動隊』シリーズに登場する架空の兵器。思考戦車（シンク）とも呼ばれる。歩行戦車の一分類。

## 概要
人工知能 (AI) を搭載し、自ら「思考」する「戦車」である。4つ（または6つ）の脚と2つの腕をもち、機関銃やランチャーなどの攻撃機能のほか、衛星との通信機能を保有するものもある。

## 公安9課

### フチコマ
漫画版の1巻およびプレイステーション版に登場。フチコマは漢字で「斑駒」、名前の由来は『日本書紀』と『古事記』に登場するスサノオの乗る馬「天斑駒（あめのふちこま）」より。
ゲーム版のアニメパートでの声優は三輪勝恵。

#### フチコマの機能・装備
草薙素子が指揮する部隊が複数保有している思考戦車で、公安9課が設立される前から運用されている。球形の胴体部分に4本の脚部、前方にはマニピュレータ付きの腕部があり、後部には搭乗用のポッドが付いている。胴部前方にはレンズ（巨大な物と望遠用の物が一つずつ）やライト等が付いており、その下部（レンズを眼とすると口にあたる部分）には短砲身が1本装着されており、グレネードが発射できる。砲身はガトリングガン等に換装することもできる。腕部は伸縮可能で、二対四脚で歩行を行う他、タイヤを出して高速で走行する事もできる。両腕は機関銃を装備しており、先の部分は3本に分かれ、物を掴むことができる。また、手のひらに当たる部分から有線通信用のケーブルが出る。操縦者が乗るポッドの後部にはワイヤー射出装置が付いており、ぶら下がり、空中移動などが可能。外装全域に光学迷彩が施されており、全体を不可視化できる。標準時の塗装は作中でも安定せず、赤、水色、グレー、オリーブ、唐草模様などのバリエーションがある。
バトーは自分の使用するフチコマを一機に限定しており、その機体には高価な天然オイルを与えている。しかし、合成オイルと比べ天然オイルは「低温で凍る」「ヒーターの熱でこげる」などトラブルが多い模様。

#### 性格
人工知能 (AI) を搭載しており、搭乗者無しでも独自に思考し、行動、命令の遂行ができる。また、音声入出力機器により会話も可能で、フチコマ同士での雑談もこなす。性格は無邪気で好奇心旺盛、ロボットらしく人間の倫理観とは少しずれた観念を持っており、神や死などの概念を理解しきれていない。性格は全機体共通である。また、その好奇心のせいで独立行動時に命令を忘れて勝手な行動を取る時がある。外的刺激、思考、行動などを記録しているが、夜間、あるいは一単位の仕事が終わった後に全機で互いにデータリンクし、全ての記録を共有するため、各AIは均質化され、個体の性格差は無くなる。

#### フチコマの劇中での活躍
攻殻機動隊 THE GHOST IN THE SHELL
物語の最初から戦力、あるいはコメディリリーフとして節々に登場。ギャグシーンなどではグレネードランチャー部が人間の口のようにデフォルメされ、大きさも縮んでいるように描かれる。
「MEGATECH MACHINE 1 ロボットの反乱」にて突然「人間を打倒して革命を起こそう」とある個体が提案し、それについてのメリットを話し合う場面もあったが、これは素子の差し金で「人間に対する反乱」などといった事態を引き起こす思考傾向が無いか調査するため、提案者役のフチコマに事前にプログラムしておいたものである。
また、他課の戦車とイタズラで有線接続した際に「重要な何か」（素子が人形使いとの対話の中で見た、生命の木に似たもの）を見たような気がしたが、素子に邪魔をされて記録できなかった。
街の雑踏の中を歩いていても、住民は平然としている。これはメディテック社の社長である岩崎がジェイムスン型サイボーグのように明らかに人型でない義体に換装した人間も多く生活しているため、フチコマもそのような存在と捉えられているからと思われる。
攻殻機動隊1.5 HUMAN-ERROR PROCESSER
「MINES OF MIND」に登場。プロトに「CPU同士『並列設定』しない？」と持ちかけて断られたり、殺人事件現場に無理矢理入ってきたり、書き込まれたプログラムをよそへ飛ばしてしまったり、果ては他の課員とトランプで遊んでいたりと、コメディリリーフとして活躍している。
捜査の邪魔をしたり、プログラマーが与えた優先禁止事項を自ら解除して9課のオペレーターロボットの電脳を汚染したり、禁止事項を嫌がったりしている。

#### その他
書籍
各種フチコマ（漫画版・PS版）のペーパークラフト本『攻殻機動隊フチコマ立体図鑑』が出版されている（ページ数：全128ページ 発行：講談社）。

### タチコマ
『攻殻機動隊 STAND ALONE COMPLEX』シリーズに登場。声優は玉川紗己子。個体化が進み喋り方にばらつきが出た後も、玉川が全て演じ分けている。英語吹き替え版では機体ごとに別の声優が演じている。

#### タチコマの機能・装備
公安9課が保有する思考戦車。機体色は濃い水色。後部ポッド部と中央胴体部からなり、胴体には3指付きのマニピュレータ2本と、4本の脚、擲弾発射器（グレネードランチャー）と、目の様に見える3つの光学素子を持つ球形の外部観測機器が接続されている。なお、後部ポッド部にも外部観測機器が装備されている。マニピュレータは指でリバーシを打ったり、携帯ゲーム機で遊ぶなどの器用さを備え、右腕にはチェーンガンが固定装備されている。脚部にはタイヤが装備され、足による歩行、もしくはタイヤによる走行が可能である。後部のポッドには人が乗り込んで操縦が可能。ポッド内部は狭く、定員は1名。
基本武装は、本体下部に装着された50 mm擲弾発射器と腕部に搭載されたチェーンガン（口径7.62×51 mm）である。通常、擲弾砲には円筒形の砲口カバーが掛けられて鍵のような固定器具で封印されており、これを使用する際には人為的に固定器具を取り外さなければならない。なお、擲弾発射器はガトリングガン（口径12.7×99 mm）に換装することも可能である。
装甲はせいぜい小口径のライフル弾を弾く程度で（それでも数発被弾すると装甲がへこむ）、機関砲弾などに被弾すると簡単に撃ち抜かれてしまう。しかし、後部のポッドには相当の耐弾性はあり搭乗員の生存性はかなり高く、劇中では自衛軍の戦闘へリ「ジガバチAV」の30 mmガトリング砲の砲弾を被弾した際も搭乗員は無事であったが、HAW-206から12.7×99 mm弾の掃射を受けた際に胴体もろともポッドが破壊されている。
基本装備として熱光学迷彩を装備しており、隠密活動も行う事が可能となっている。後部ポッド部に特殊ワイヤー発射装置があり、空気に晒されるとワイヤーのように瞬時に固化し、タチコマがぶら下がって振り回されても耐えられるだけの強靭性がある特殊な液体を発射して空中を移動することができる。また、運動する物体に射出することでその物体の動きを止めることも可能。
『SAC_2045』では、基本的な設計・装備等は『S.S.S.』に登場したものと共通しているが、公安9課を離れて素子たちと行動を共にしている機体については、搭乗用ポッドがサイボーグ義体用に最適化されて従来の垂直型から斜め型に変更されていたり、搭乗用ポッドの下側に別の駆動車輪を追加していたり、重武装を施した機体がいたりするなどの改造が施され、全体的に小型化・強化が施されている。公安9課に残ったタチコマによると「魔改造」とのこと。　

#### 思考
「思考戦車」と呼ばれている所以は、人工ニューロチップを用いた人工知能 (AI) を搭載し、自ら思考し自律的に行動することができるためである。会話は自然言語だけでなくボディーランゲージやジェスチャーまで行うため、人型とはかけ離れた外見でありながら仕草が妙に人間臭く見える。声と口調は子供っぽいが、第12話「タチコマの家出」で荒巻大輔の声を借りたように、サンプルさえあれば任意のものに変えることもできる。タチコマのAIは当初本体に内蔵されていたが、『2nd GIG』以降のいわゆる「ニュータチコマ」となってからは、草薙素子の思惑によりニューロチップ開発者の有須田博士によってAIは改良され、米帝の人工衛星に積み込まれた。そのため、以後は胴体部にあるアンテナを介して思考している。フチコマと同様に、記憶と経験を並列化される。

#### タチコマの劇中での活躍
攻殻機動隊 STAND ALONE COMPLEX（以後『S.A.C.』）
任務終了後は全機の記録を並列化し、機体による個体差をなくすように調整されているが、バトーが1機のタチコマに対し無断で継続的に与えていた天然オイルにより、ニューロチップのタンパク質が一部溶解。その事により本来メンテナンス及びメモリの並列化時に消去されていたはずの記憶の一部が溶出したタンパク質に残されており、そこから削除された情報を復元してしまったことで各個体がそれぞれ別々の個性を持ち始め、復元した記憶や体験から自分たちの理解できない「死」の概念を理解しようと思索を巡らせるようになる。
終盤、その事によって起こるトラブルを危惧した素子の判断で全機ラボに返送の上、民間に払い下げか解体されることとなったが、解体されずに払い下げられ生き残った3機のタチコマがバトーの危機に際して自らの意思でバトーを救出すべく行動を開始。2機はアームスーツからの攻撃で大破、残った1機も大破したタチコマの1機が最期に放った液体ワイヤーを利用して、自身に装填してあったが不発弾となっていたグレネード弾ごとアームスーツに激突して爆散した。
攻殻機動隊 S.A.C. 2nd GIG（以後『2nd GIG』）
爆散したタチコマのニューロチップを素子が回収していたことで復元され、9課に戻った。
エージェント機能が新たに搭載された。その各々に自意識が発生している様子も見られ、各々が別個の一人称を使い電脳空間で議論する様子が描かれている。また、命令を無視して自らの判断に従い自己犠牲的な行動をとることもある。AIそのものは日本から打ち上げられた米帝NSAのスパイ衛星に衛星の機能をハッキング可能な状態で搭載されている。
草薙から受けた命令を無視し、ゴーダの策略で長崎の出島に向けて米帝の原潜から発射されてしまった核弾頭搭載型SLBMを止めるべく、自身のAIが搭載された人工衛星を含む複数の人工衛星を大気圏に突入させて弾幕を形成、断熱圧縮により燃え尽きながらもSLBMに激突し、自身たちの犠牲と引き換えに撃ち落とすことに成功した。
最終話で草薙の指示した可処分領域に残した“TACHIKOMA’S ALL MEMORY”が、コミック版及び『S.S.S.』への伏線となっている。
攻殻機動隊 STAND ALONE COMPLEX Solid State Society（以後『S.S.S.』）
『2nd GIG』の最終回においてタチコマ達自身がネット上に保管していたメモリーを草薙が発見し、播磨技研に依頼して復元したもの。前作よりも個体化が進んでおり、エージェント状態では「マックス」「ムサシ」といった名前も与えられている。
攻殻機動隊 SAC_2045（以後『SAC_2045』）　
素子たちと行動を共にする機体たちについてはそれぞれに独自の改造が施され、「ゴースト」のメンバーの「服」としての役割を担っている。また、「ゴースト」のメンバーが捕らえられた際には、潜伏しつつ情報を収集し、トグサと接触を図るなど自主的な行動をとる。

#### 派生機
このタチコマは漫画版に登場するフチコマとはデザインが変えられている。また、『S.A.C.』と『2nd GIG』とではタチコマのデザインなどが若干異なり、『2nd GIG』ではタイヤゴムの変形などが加えられ、機能面では、エージェント機能を備えネットワークへダイブすることが可能になったほか、共有化の際は必要なものだけを共有化できるようにもなり、個性の分化が激しくなっている。なお、ゴーストを持ったのかは不明であるが、『S.A.C.』では自己を犠牲にしてバトーをかばうタチコマたちを見て草薙は「彼らはゴーストを得た」と語っているほか、『2nd GIG』では人工衛星の大気圏再突入時にプロトが「君たちにはきっとゴーストが宿ってるんだね」とつぶやいている。
『S.S.S.』ではエージェント状態でそれぞれ違った配色となり、「マックス」「ムサシ」などの個体名も与えられている。ムサシがバトー専用機にあたり、カラーは黄色。これはバトーの車の色と同じであり、ムサシはそれにカラーリングを合わせている。この名称は元々は原作コミックス2巻に登場する9体の支援AIに使われたもので、本作では使われなかった他の個体名は「ロキ」「コナン」「レックス」「トリトン」「チューイ」「シーヴァ」「ハニバル」（ロキ及びコナンは名前のみの登場となっている）。

#### その他（タチコマ）
ショートアニメ
『S.A.C.』シリーズのDVDには、『タチコマな日々』という題名の新作ショートアニメが購入特典として収録されている。題名の通りタチコマを主役とした5分アニメで、タチコマ以外の登場人物がいない。ただし、ジェイムスン社長、アームスーツ、HAw206が登場するなどの例外もある。
CD
タチコマのイメージCD『be human』が販売されている。作曲はアニメ本編を担当した菅野よう子。『S.A.C.』本編で使用された楽曲を収録しており、サウンドトラックには収録されなかった楽曲も集められ、収録されている。本作品は「〜タチコマ追悼盤〜」と表記されていた。ボーナストラックとして「AI戦隊タチコマンズ」などタチコマな日々でも用いられた楽曲も収録。
書籍
『攻殻機動隊』をタチコマをメインにして語る『攻殻機動隊 STAND ALONE COMPLEX TACHIKOMA'S ALL MEMORY しょく〜ん！』が出版される（判型：B5変形判 / ページ数：全204ページ 折り込みポスター付き / 発行：樹想社）。タチコマの視点から『攻殻機動隊』の世界を見た「TACHIKOMA side」と、タチコマを愛するスタッフへのインタビュー集「HUMAN side」に分かれている。他にもタチコマたちを主人公にして様々な雑学を考えるスピンオフ漫画『攻殻機動隊S.A.C タチコマなヒビ』が全8巻発売されている。
名称
原作とアニメでは名称が異なるが、その理由は公表されていない。2008年3月に発行された『攻殻機動隊1.5 HUMAN-ERROR PROCESSER』の書籍版に収録されたタチコマ設定画に対し、士郎正宗が寄せたコメントによると、デザインの変更はアニメに即した演出を加えられるためであり、名前の変更は他メディアで商品展開をする際、棲み分けを容易にするためである。また、タチコマとした理由は「立っているからタチコマ」だという。

### ウチコマ
『2nd GIG』最終回のラストシーンと『S.S.S.』に出てきた緑色の戦車で、デザインは原作のフチコマとアニメのタチコマを合わせたようなデザインになっており、全機ミリタリーグリーンで塗装されている。声優はタチコマと同じく玉川紗己子が担当し、AIが成長途上にあるためタチコマよりも機械的な声になっており、『S.S.S.』では、配備後2年を経てもタチコマ程の成長は見せていない。『ウチコマナ日々』では自虐ネタ「AI愚連隊ウチコマンズ」を披露した。テレビアニメ版『タチコマな日々』では「ま゛っ」としかしゃべらず、タチコマとの違いが際立つようになった。

### ロジコマ
『攻殻機動隊 ARISE』に登場する。ロジスティクス・コンベイヤー・マシンの略称。声優は沢城みゆき。

#### ロジコマの機能・装備
開発用途が支援用輸送車両ということもあり、本来は搭乗スペースはなく、熱光学迷彩を装備する以外は目立った武装も施されてはいない。搭載されているAIは指揮官を識別して自律支援する程度の発展型AIだが、標準でのコミュニケーション手段は信号式で、発語機能を付加するには別途、用途にあった辞書機能のインストールが個別に必要になる。4本の脚の先にはそれぞれタイヤが付いており、高速道路にも問題なく通れるほどの速度で走行でき、そのそれぞれの脚には分厚い装甲板が装着され、メンバーを守る際は、脚を一方向に揃えて楯を並べることで防御を行う。登場当初ではマニピュレーターは非搭載で、その後に装備拡張が許可されて腕部のマニピュレーター取り付け、および左右ワイヤー射出口の増設が行われた。また一時的ではあるが改造され、機体下部に二連装機銃を装備したことがある。マニピュレーターは通常時は楯状の腕部に手首から折りたたむように内部に格納されており、ケーブルを抜くなどの各種妨害工作を遂行できるほどの器用さを持つ。また、人間が乗ることを想定していなかったため、劇中においても草薙は後部のカーゴ部分にしがみついて移動するしかなく、急停止の際に何度も振り落としてしまう。その後、新劇場版において搭乗用のポッドが後部に急造で取り付けられ、フチコマ等の思考戦車と同様の仕様となり、ポッド側面には武装が装着可能となって後に正式装備となる。防御能力は自走防壁と呼ばれることもありそれなりに高く、携行銃器はもちろん、アームスーツによる大型銃や殴打を受けても問題なく耐えて稼働することができるが限度はある。

## 自衛軍・テロリスト用

### HAW-206
『S.A.C.』と『2nd GIG』に登場。詠み方はエイチエーダブリュー・ニーマルロク。剣菱重工製の新型多脚戦車で、同社の社員である加護タケシが6年に及ぶ歳月と剣菱の社運をかけて開発したとされる。なお、HAWが何の略かは不明。
外見は四脚と二腕を備え、球状の外部観測機器が上部に一基と下部に一基ずつある胴体を有し、後部に短砲身120 mm砲と発煙弾発射機を備えた砲塔を有する。腕部に備えられた3本指のマニピュレータや外部観測機器のデザインにタチコマと共通点が見られるが、スケールは倍以上の大きさがあり、外見も曲面を多用するタチコマに対し直線や角で構成された部分が多く、脚には軍用車両などにある空輸用の吊り下げフックを引っかける穴の開いた部品がある。また、タチコマと同じく単座だが座席は胴体内部にあり、機体上部に設置された丸形の乗降ハッチには、軍用の攻性防壁でガードされた電子ロックが配置されているなど、より軍用機的な設計である。
装甲もタチコマより遥かに強固で、劇中では7.62×51 mm弾が至近距離にもかかわらず完全に弾かれ、本車両の12.7×99 mm弾でも僅かに凹んで焦げる程度であった。また、重量は高速道路上から飛び降りた際、下にあった乗用車2台が潰れるほどのものだが、後述した電子戦装備と併せて対物ライフルの弾道を予測して瞬時に機体を傾けるなど、タチコマ4体以上にワイヤーで引っ張られても動けるほどの力を持つ割には軽快な機動性を持つ。最高速度は不明だが、脚部はタチコマと同じ装輪式であり、高速道路ではタチコマと同等の速度で走行していた。
両腕には三砲身のガトリングガン（12.7×99 mm弾使用）が内蔵されている。外観の特徴でもある120 mm砲は、ボディ後方の胴体よりだいぶ高い位置の砲塔にあり、発煙弾発射機も砲塔の脇に装備される。そのため異様なほどせり上がった砲塔が、サソリの尾のように見える。また、砲塔の上部はかなりの速度で360度旋回させることができる。120 mm砲の砲弾は明言されていないが、劇中では被弾した18式戦車の装甲が溶解していることから、成形炸薬弾であると思われる。砲弾は高速道路の外壁を破壊したのち、かなり遠くにある山腹に着弾しており、短砲身の割には射程は長い。なお、砲弾は薬莢式を採用しており、薬莢は射撃の度に外部に排出される。
他にも高度な電子戦装備も搭載されている。例えば衛星とのデータリンク機能を搭載しており、先述した対物ライフルによる狙撃の際には、狙撃手のサイトーが使う鷹の目の衛星とリンクし、それで得た情報と先述の運動性能で狙撃を回避した。ミサイルに対しても、ほとんどの無線誘導式ミサイルにはジャミングを行い、レーザー誘導式ミサイルの場合は照準レーザーの逆探知・攪乱機能で対処する。オンライン誘導のミサイルでも射程が300m以上の場合、90%以上の確率でミサイルにハッキングを行い、発射した本人に送り返すことも可能である。
『S.A.C.』第2話で初登場し、加護の同僚で友人の大場トシオが、亡くなった加護の「自分が死んだら、戦車のAIに電脳を繋いでほしい」という遺言に従い1両に加護の電脳を接続した。その結果、この1両が播磨研究学園都市にある剣菱重工の演習場で試験中に暴走したが、対多脚戦車兵器により行動を制止させられ、最後は素子が加護の電脳を焼き切って完全停止させた。その後、陸上自衛軍に正式採用され、『2nd GIG』には試作車の白ではなくオリーブドラブのカラーリングで登場する。
なお、タチコマも同じ工場で製造されたため、『S.A.C.』第2話でミッションに参加した際には「生まれ故郷に凱旋〜」、「おしゃべりしてると少佐に怒られるよー」と喜んでいた。

### 18式戦車
剣菱重工が大戦中に開発した陸上自衛軍の主力戦車。一般的な戦車と同様の旋回式砲塔に長い砲身の主砲（105 mm榴弾砲）を持つ多脚戦車で、左右のマニピュレータにも20 mm機銃を装備している。4つある脚部に装備されているキャタピラによって自走することが可能だが、装輪式の脚部を持つタチコマやHAW-206と比べると路上における走行速度は遅い。
初出は『S.A.C.』第2話。播磨研究学園都市にある剣菱重工の演習場で試験中だったHAW-206の対抗部隊車両として登場するも、HAW-206が暴走し120 mm砲の直撃を胴体に受けて起動すらせずに撃破される。この他にも素子の回想（国連PKF仕様）や『2nd GIG』序盤での市街地演習の場面でも登場し、また、S.A.Cのゲーム版にも熱光学迷彩搭載車両が最終ボスとして登場する。

### セタ
PSP用ゲーム『攻殻機動隊 STAND ALONE COMPLEX -狩人の領域-』に登場する。タチコマのプロトタイプで、北端でバイオアンドロイド（バイオロイドとも、後にアップルシードの時代に登場するもののプロトタイプと思われる）のシカリとともに比留間元大臣暗殺のために活動していた。機体色は黒で、タチコマと若干デザインが異なり、オイル注入口が大きい。全体的なデザインは、士郎正宗がデザインした初期型に近い（『攻殻機動隊1.5 HUMAN-ERROR PROCESSER』書籍版に収録）。「セタ」という名前はアイヌ語で「猟犬」を意味し、共に行動する「シカリ（狩人）」に追随するネーミングとなっている。
廃棄されたはずだったが、HAW-206やタチコマを開発した剣菱重工の坂田という研究員が持ち出し、シカリに移譲した。

### T08A2「アラクニダ」
映画『GHOST IN THE SHELL / 攻殻機動隊』に登場。一連の『攻殻機動隊』シリーズ中、唯一の6脚型。後部にリニア駆動システムを背負っているため、HAW-206よりもさらに大きく、「人形使い」を運んだセダンをまたいで覆い被さることができるほど。武装は左右の円筒型マニピュレータの中に装備している3銃身7.62 mmガトリング砲2門のほか、対人機関銃、グレネードを発射可能。水没した旧市街にある博物館跡で素子と銃撃戦を演じる。6本脚に2本の腕で「クモ型戦車」と言える外見だが、先述のガトリング砲搭載マニピュレータでは精密な作業が不可能なため、前脚の付け根に精密作業用のマニピュレータ（隠し腕）を備える。機体上部に「R-3000」と書かれているのが確認できる。原作コミックスにも、正式名称は不明だがドイツ製（搭載AIは日本製）のよく似たデザインの、中型4輪トラックで輸送できる大きさの多脚戦車が登場し、公安1課からテロリスト相馬亨の手に渡り草薙らと戦った。

## 他作品
攻殻機動隊以前の作品としては、1965年制作の『サンダーバード』第2話で、アメリカ陸軍が開発した4脚と2本のマニピュレータを装備し、全長200 mという超大型の「ゴング」が登場する。また、スター・ウォーズ エピソード5/帝国の逆襲などに搭乗するAT-ATは4脚で歩行する戦車兼装甲兵員輸送車である。
国内作品では『ヤマトよ永遠に』に「掃討三脚戦車」と呼ばれる「暗黒星団帝国」所属の3脚歩行型戦車が登場する。また、電撃文庫で出版されている『86-エイティシックス-』にも、無人自律式と搭乗式（単座、複座）の2種類の多脚戦車（作中では多脚機甲兵器、フェルドレスと呼ばれる）が登場する。
コナミのステルスアクションゲーム『メタルギアシリーズ』では、核搭載二足歩行戦車『メタルギア』が登場する。基本的には二脚型が中心だが、シリーズ内の一部の作品では四脚型や六脚型のメタルギアも登場する。
塚原重義の短編アニメーション作品では「装脚戦車（足つき）」と呼称される2脚・4脚・6脚の歩行戦車が登場している。
プラモデル会社「ロケットモデルズ」が展開する「FIST OF WAR®シリーズ」では「もし第二次世界大戦の終戦が2年遅れていたら、ペーパープランで終わった兵器開発がどのような発展を見ただろうか」というコンセプトを元に、日本軍とドイツ軍が開発した四足歩行、二足歩行の兵器が製品化されている。